# Polícia Civil do Estado do Amazonas
A Polícia Civil do Estado do Amazonas, é uma das polícias do Amazonas, Brasil, órgão do sistema de segurança pública ao qual compete, nos termos do artigo 144, § 4º, da Constituição Federal e ressalvada competência específica da União, as funções de polícia judiciária e de apuração das infrações penais, exceto as de natureza militar. Atualmente é comandado pela delegada-geral Emília Ferraz Carvalho.

## Histórico
A Polícia Civil do Estado do Amazonas tem as suas origens na Intendência Geral de Polícia da Corte e do Estado do Brasil, instituída na Cidade do Rio de Janeiro a 10 de maio de 1808, órgão que passou a disciplinar a atividade policial para toda a nação.
Durante o Império, constituindo o Brasil um estado unitário, estendeu a sua legislação sobre todo território nacional, surgindo em 1832 o Código de Processo Criminal, seguido da Lei nº 261, de 3 de dezembro de 1841, regulamentada pelo Decreto nº 120, de 31 de janeiro de 1842 que redefiniram normas e competências, criando-se as figuras do Chefe de Polícia da Província, delegados e subdelegados, todos nomeados pelo Presidente da Província.
O advento da República em 1889 trouxe o novo Código Criminal de 1890, que passou a influir na reformulação do sistema judicial e policial dos Estados. 
Em 1922 o Estado do Amazonas criou a polícia de carreira, pela Lei nº 3.052/22. 
A Emenda Constitucional nº 03, de 1971, dispôs sobre a criação das carreiras da Polícia Civil e determinou o provimento do cargo de Delegado de Polícia através de concurso público para bacharéis em Direito. 
Três anos após, a Lei Complementar nº 03, de 1974, organiza a Polícia Civil, seguida pela regulamentação de 1978 atribuindo-lhe uma estrutura orgânica. A partir de 1982 passou a ser dirigida pelo Delegado Geral da Polícia Civil.
Visando a reestruturação da Polícia Civil do Estado do Amazonas, o Governo do Estado sancionou a Lei nº 2.875, de 25/03/2004, onde instituiu o pré-requisito de ingresso aos quadros funcionais da Instituição somente com curso superior; além de um novo Plano de Cargos e Salários.        

## Planos de carreira
| Delegado de Polícia | Perito Criminal | Perito Legista | Perito OdontoLegista | Escrivão de Polícia | Investigador de Polícia |
| ------------------- | --------------- | -------------- | -------------------- | ------------------- | ----------------------- |
| 1° Classe           | 1° Classe       | 1° Classe      | 1° Classe            | 1° Classe           | 1° Classe               |
| 2° Classe           | 2° Classe       | 2° Classe      | 2° Classe            | 2° Classe           | 2° Classe               |
| 3° Classe           | 3° Classe       | 3° Classe      | 3° Classe            | 3° Classe           | 3° Classe               |
| 4º Classe           | 4º Classe       | 4º Classe      | 4° Classe            | 4º Classe           | 4º Classe               |

## Organização policial

### Delegacia de polícia
A Polícia Civil do Estado do Amazonas, dirigida pelo Delegado Geral da Polícia Civil, desenvolve os serviços públicos da sua competência, basicamente, através dos Distritos Policiais. Os distritos distribuídos pelo território estadual, são, nas suas circunscrições, o centro das investigações e dos demais atos de polícia judiciária e pontos de atendimento e proteção à população. São 30 distritos policiais na Capital e 77 no Interior do Estado.

### Investigação especializada

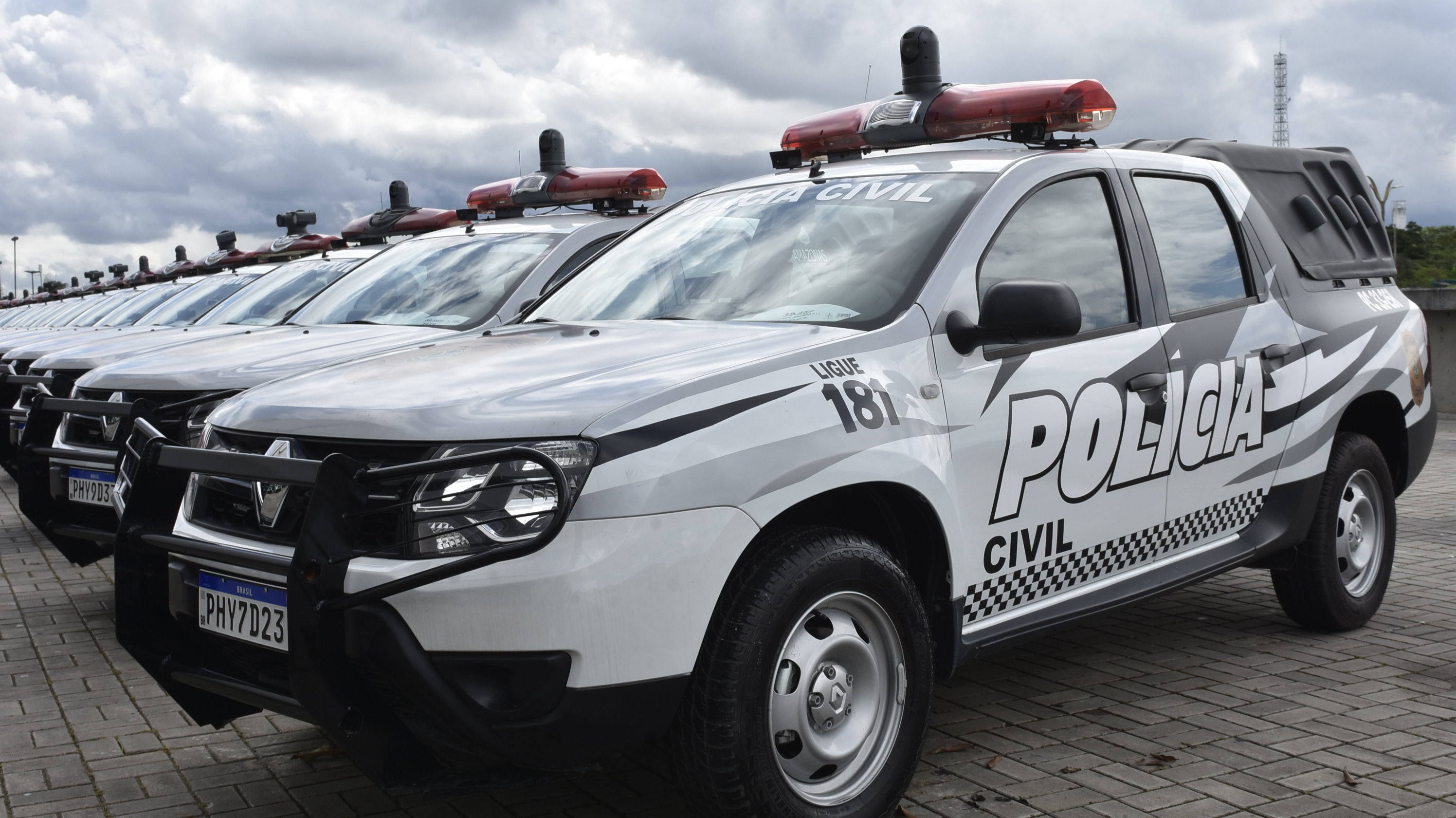
Viatura policial

Em apoio as delegacias distritais, surgiram as delegacias especializadas decorrentes do desenvolvimento da atividade criminosa que também se especializou, organizou-se em quadrilhas e estendeu as suas ações por largas faixas territoriais. As principais delegacias especializadas reprimem o tráfico de entorpecentes, o roubo e o furto, inclusive de automóveis, as fraudes ou defraudações, sendo certa a inclusão das delegacias de homicídios dentre essas unidades pela importância do bem jurídico protegido que é a vida humana. A Polícia Civil do Amazonas conta com os seguintes Departamentos e Delegacias Especializadas no combate à criminalidade: 
Departamento de Repressão ao Crime Organizado - DRCO
Delegacia Especializada em Crimes contra o Turista - DECCT
Delegacia Especializada em Crimes contra o Idoso - DECCI
Delegacia Especializada em Proteção à Criança e ao Adolescente – DEPCA
Delegacia Especializada em Apuração de Atos Infracionais – DEAAI
Delegacia Especializada em Acidentes de Trânsito – DEAT
Delegacia Especializada em Crimes contra a Fazenda Pública Estadual – DECCFPE
Delegacia Especializada em Crimes contra a Mulher – DECCM
Delegacia Especializada em Crimes contra o Meio Ambiente – DEMA
Delegacia Especializada de Proteção ao Consumidor – DECON
Delegacia Especializada de Capturas e Polinter – DECP
Delegacia Especializada em Homicídios e Sequestros – DEHS
Delegacia Especializada de Ordem Política e Social – DEOPS
Delegacia Especializada de Prevenção e Repressão a Entorpecentes – DEPRE/DENARC
Delegacia Especializada em Roubos, Furtos e Defraudações – DERFD
Delegacia Especializada em Roubos e Furtos de Veículos – DERFV
Delegacia Fluvial - DEFLU
Delegacia Especializada em Repressão a Crimes Cibernéticos - DERCC
Delegacia Especializada em Combate à Corrupção - DECCOR
Delegacia Especializada em Combate ao Furto de Energia, Água, Gás e Serviços de Telecomunicações - DECFS
Unidade de Apuração de Ilícitos Penais - UAIP

### Operações especiais

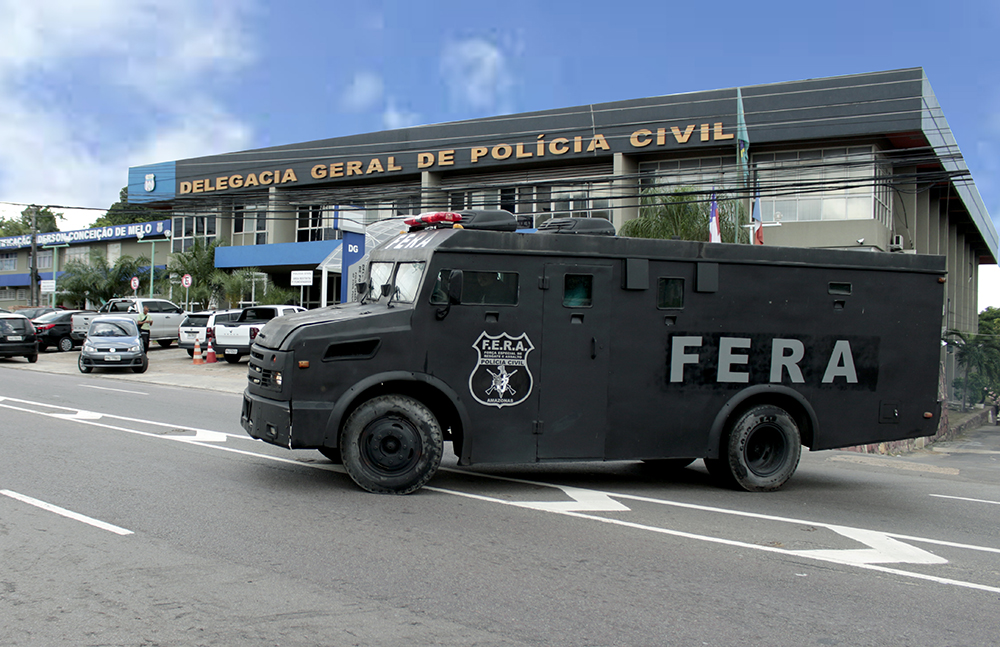
Veículo para transporte do grupo FERA

Existe uma unidade especializada de apoio operacional para pronto emprego nas situações em que as demais unidades policiais necessitem de reforços durante diligências e operações em áreas críticas, principalmente em áreas de criminalidade violenta, mais conhecidas como áreas vermelhas. Essa unidade de operações especiais é denominada atualmente CORE - Coordenadoria de Operações e Recursos Especiais, que abarcou o antigo Grupo FERA - Força Especial de Resgate e Assalto, como seu time tático. A coordenadoria possui um preparo especial e específico para as situações de risco e a presença permanente na linha de frente dos confrontos com a criminalidade. Tende a desenvolver um forte compromisso institucional e grande devotamento à causa da sociedade..

### Constatação científica
As perícias criminal, médico-legal e papiloscópica integram as atividades da polícia judiciária por força do perfeito entrosamento que deve haver entre a autoridade policial (delegado) e seus agentes e auxiliares (investigadores, escrivães e peritos) para a elucidação dos crimes. Na Polícia Civil do Amazonas, as atividades técnico-científicas e perícias forenses são coordenadas através do Departamento de Polícia Técnico-Científica (DPTC), sendo de responsabilidade direta da Secretaria de Segurança Pública do Amazonas (SSP-AM), que administra os seguintes setores: Instituto de Identificação Aderson Conceição de Melo (onde são confeccionadas as carteiras de identidade, retratos falados e laudos papiloscópicos); Instituto Médico-Legal Dr. Antonio Hosannah da Silva Filho (responsável por realizar necropsias e laudos cadavéricos, diversos exames de corpo de delito e demais pericias), e Instituto de Criminalística (responsável por fornecer provas técnicas sobre objetos, locais e pessoas, para os processos criminais, por meio da realização de exames periciais).

## Outras instituições
- Polícia Federal
- Polícia Rodoviária Federal
- Polícia Militar do Estado do Amazonas
- Guarda Municipal